# Мисинело
Мисинело (итал. Missanello) је насеље у Италији у округу Потенца, региону Базиликата.
Према процени из 2011. у насељу је живело 523 становника. Насеље се налази на надморској висини од 623 м.

## Становништво
Према резултатима пописа становништва 2011. у општини је живело 548 становника.
| 1951. | 1961. | 1971. | 1981. | 1991. | 2001. | 2011. |
| ----- | ----- | ----- | ----- | ----- | ----- | ----- |
| 1.068 | 1.107 | 986   | 848   | 713   | 604   | 548   |